# Фредеріка Августа Ангальт-Бернбурзька
Фредеріка Августа Софія Ангальт-Бернбурзька (нім. Friederike Auguste Sophie von Anhalt-Bernburg, 28 серпня 1744 — 12 квітня 1827) — принцеса Ангальт-Бернбурзька з дому Асканіїв, донька князя Ангальт-Бернбургу Віктора II Фрідріха та Альбертіни Бранденбург-Шведтської, дружина останнього князя Ангальт-Цербсту Фрідріха Августа. «Імперський російський губернатор» Єверланду у 1793—1806 роках.

## Біографія
Народилась 14 листопада 1746 року у Бернбурзі четвертою дитиною та третьою донькою в родині князя Ангальт-Бернбургу Віктора II Фрідріха та його другої дружини Альбертіни Бранденбург-Шведтської. Мала старших брата Фрідріха Альбрехта й сестру Шарлотту Вільгельміну, а також молодшу — Крістіну Єлизавету. Ще одна сестра померла немовлям до її народження. Від першого шлюбу батька мала єдинокровну сестру Софію Луїзу. 

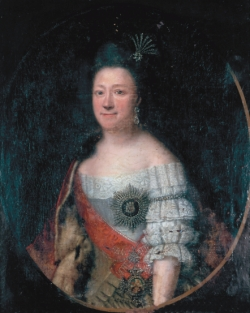
Портрет Фредеріки Августи пензля невідомого майстра

Мешкало сімейство в Бернбурзькому замку. Літньою резиденцією був замок Балленштедт.
Втратила матір у віці 6 років. Батько відразу узяв морганатичний шлюб із Констанцією Шмідт, яка згодом також народила доньку.
У 19 років стала дружиною 29-річного князя Ангальт-Цербсту Фрідріха Августа. Весілля відбулося 27 травня 1764 року у замку Балленштедту. Наречений був удівцем, нащадків від першого шлюбу він не мав. Перебував у вигнанні через політичні розбіжності із Пруссією і, не маючи змоги проживати у власній країні, правив через радників. 

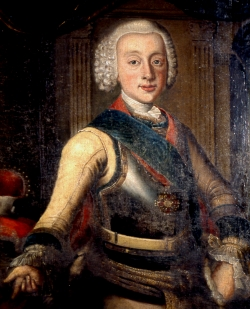
Портрет Фрідріха Августа пензля невідомого майстра

Відвідавши різні курорти, у лютому 1765 року подружжя прибуло до Базелю, де оселилося в будинку Міцше на Петерсграбені. Також мали літню резиденцію в Гундельдингені, ведучи життя звичайних буржуа, далеке від розкошів. Дітей у них не було.
Княгиню змальовували як добру, доброзичливу та люб'язну пані, яка викликала загальну повагу та захоплення. Протягом життя у Швейцарії дбала про благодійні установи та бідняків Цербсту. Перебувала у тісному контакті з відомими базельцями того часу, такими як філософ Ісаак Іселін і політик Пітер Охс. Останній присвятив їй перший том своєї «Історії міста і ландшафту Базеля" (1786).
У 1780 році Фрідріх Август залишив Базель, переїхавши до Люксембургу. Фредеріка Августа залишилась у місті, радіючи рідким візитам родичів. У серпні 1791 року переїхала до Єверу, який був вотчиною її чоловіка. Там у квітні 1793 року дізналася про його смерть та те, що управління землями Єверланду Катерина II довірила саме їй, уповноваживши як «імперського російського губернатора». Резиденцією княгині від 1797 року став замок Косвіг, який, згідно шлюбного контракту, відводився їй як удовина доля. Ангальт-Цербст був поділений між Ангальт-Бернбургом, Ангальт-Кетеном та Ангальт-Дессау.
Фредеріка Августа здійснювала свої функції з обачністю і прагненням до реформ, допоки Єверланд у жовтні 1806 року не окупували французькі війська. Наполеон приєднав його території до королівства Голландія.

Колишня правителька після цього продовжила жити у замку Косвіг разом зі своєю сестрою Крістіною Єлизаветою, яка овдовіла того ж року. Місцеві жителі високо оцінили княгиню за те, що вона не залишила місто у буремний час. Сучасники описували її як маленьку, непривабливу жінку, повну, водночас, лагідності та старої франконські жорсткості. Сама вона не була вимогливою, натомість завжди була готова задовольнити вимоги їнших.

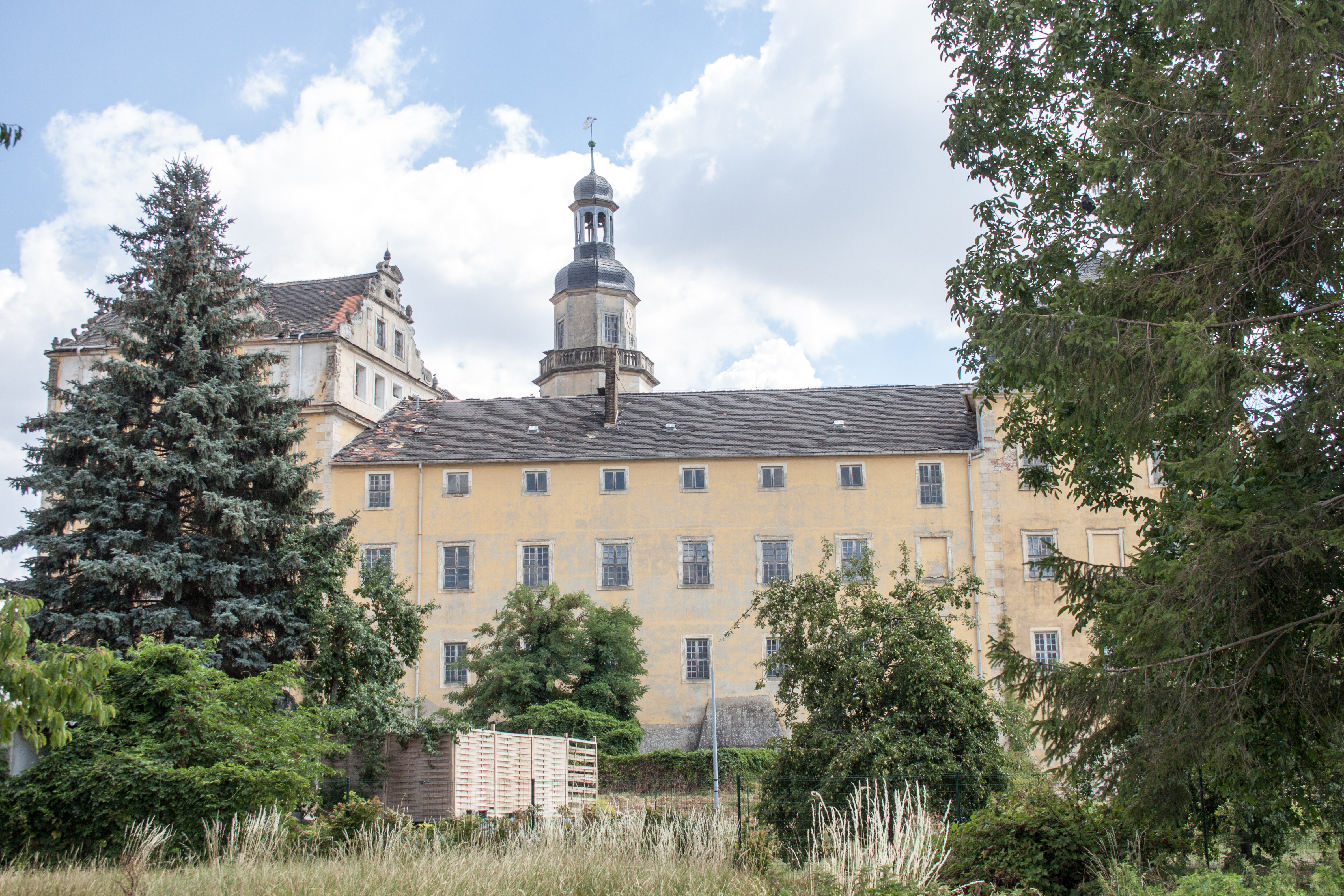
Замок Косвіг

 Лише її присутність часто була досить ефективним захистом, особливо за часів крайньої потреби, яка виникала в роки війни, оскільки вороги також поважали стару принцесу. У період з 1806 по 1815 роки у Косвігу були розквартировані, або проходили повз, французькі та прусські війська, які вимагали їжі та грошей, й нестачі в грабежах не було. Фредеріка Августа додавала власні гроші на викуп коней, а після закінчення війни внесла кошти на відновлення Косвігу.
У 1825 році пожежа знищила частину міста. Фредеріка Августа годувала жертв вісім днів та пожертвувала 500 рейхсталерів на відбудову будівель.
Княгиня померла 12 квітня 1827 року останньою зі своїх братів та сестер у віці 82 років. Була похована 16 квітня у мавзолеї на цвинтарі Косвігу. Місце поховання не зберіглося.

## Нагороди
- Великий хрест ордену Святої Катерини (Російська імперія) (27 травня 1764).

## Вшанування
- На честь Фредеріки була перейменована вулиця Neugasse у Косвігу, яка отримала назву Friederikenstraße.[7]